# Tapeżara
Tapejara (czyt. tapedżara) – rodzaj pterozaurów, o wielkim strojnym czubie na głowie i dziwacznym dziobie. Te cechy zapewne służyły do wabienia samic i odstraszania rywali. Tak jak u innych pterozaurów ich skrzydła były pokryte błoną skórną rozpiętą pomiędzy nogami i krótkim ogonem a wydłużonym palcem czwartym.
Żyły we wczesnej kredzie (ok. 125-100 mln lat temu) na terenach Ameryki Południowej. Długość ciała ok. 0,7-1 m, rozpiętość skrzydeł ok. 5 m, masa ok. 30-32 kg. Ich szczątki znaleziono w Brazylii.
Tapejary żywiły się głównie owocami.
Rodzaj obejmuje jeden gatunek, T. wellnhoferi Kellner, 1989 (grafika). Dwa gatunki zaliczane w przeszłości do tego rodzaju, T. imperator i T. navigans, zostały przeniesione do odrębnego rodzaju Tupandactylus.